# Kim Jae-bum
Kim Jae-bum (ur. 25 stycznia 1985 w Gimcheon) – koreański judoka, złoty i srebrny medalista olimpijski, dwukrotny mistrz świata, trzykrotny mistrz Azji.
Największym sukcesem zawodnika jest srebrny medal olimpijski z Pekinu w kategorii do 81 kg oraz dwa złote medale mistrzostw świata (2010 i 2011) w tej kategorii. Jest trzykrotnym mistrzem Azji (2005, 2008, 2009).
W 2010 roku zdobył złoty medal igrzysk azjatyckich w Kantonie (w kategorii do 81 kilogramów).